# Philodromus droseroides
Espèce
Philodromus droseroides est une espèce d'araignées aranéomorphes de la famille des Philodromidae.

## Distribution
Cette espèce est endémique de Californie aux États-Unis,. Elle se rencontre dans le comté de Los Angeles.

## Description
Les mâles mesurent de 3,0 à 3,5 mm et la femelle 4,0 mm.

## Publication originale
- Schick, 1965 : The crab spiders of California (Araneida, Thomisidae). Bulletin of the American Museum of Natural History, no 129, p. 1-180 (texte intégral).